# Hirtshals
Hirtshals (tidl. Hirshals) ligger i Vendsyssel og er en fiskeriby med 5.434 indbyggere  (2024). Hirtshals er især kendt for sine havne: fiskerihavnen og færgehavnen. Byen er opstået omkring havnen der blev bygget 1919 – 1931 under ledelse af ingeniør Jørgen Fibiger. Hirtshals ligger i Region Nordjylland og hører til Hjørring Kommune.

## Historie
Beliggenheden ved Skagerak gjorde, at man tidligt fik bygget et fyr på stedet: Hirtshals Fyr.
Omkring århundredeskiftet blev Hirtshals beskrevet således: "Fiskerlejet Hirshals eller Lilleheden, med Skole, Missionshus (opf. 1896), Dampteglværk, Fabrik af Kakkelovnsrør, Kro (Lilleheden Kro), Badepensionat („Udsigten“), Stenmole, der danner en Baadehavn (ved Enden af den omtr. 400 Al. lange Mole er der omtr. 18 F. Vand, men paa Revlen udenfor kun 14 à 16 F.), Fyr (hvidt, fast Fyr med Blus hver 2 Minutter, der vises fra et 112 F. højt, rundt Taarn; Flammens Højde o. Havet 182 F., Lysvidden 5 Mil; paa Taarnet Signal for Is), Taagesignal, Signal- og Telegrafstation, Telefonstation, Redningsstation (opr. 1890), Fare-Signalstation for Fiskere og Toldkontrolsted. Fra Kysten 500 Al. N. for Fyret udgaa to Telegrafkabler, et til England og et til Norge."
Hirtshals havde 437 indbyggere i 1906, 498 i 1911 og 516 i 1916.
I 1919 afholdtes en arkitektkonkurrence om en helt ny havneby ved Hirtshals; den blev vundet af Steen Eiler Rasmussen og Knud Christiansen. I mellemkrigstiden udviklede Hirtshals sig: byen havde 1.039 indbyggere i 1921, 1.219 i 1925, 1.287 i 1930, 1.438 i 1935 og 1.546 indbyggere i 1940.
Byen fortsatte sin udvikling efter 2. verdenskrig: den havde 2.133 indbyggere i 1945, 2.532 indbyggere i 1950, 3.144 i 1955, 4.177 i 1960 og 4.799 indbyggere i 1965. Havnen blev udvidet i 1966 til en af landets største fiskerihavne.
I 1999 strandede en levende hvalros ved byen, hvilket kun var anden gang i nyere tid, at en levende hvalros blev set i danske farvande.
I perioden fra kommunalreformen i 1970 til 2007 var Hirtshals hovedby i den tidligere Hirtshals Kommune.

## Erhverv
Fiskeri spiller en stor rolle for byen ligesom turisme, herunder sommerhusudlejning.

## Infrastruktur
Fra Hirtshals er der blandt andet færgeforbindelse til Kristiansand og Larvik med Color Line, til Kristiansand, Stavanger, Bergen og Langesund med Fjord Line og til Tórshavn, Seyðisfjörður med Smyril Line, hvilket er medvirkende til at Hirtshals Havn (de) er en af Danmarks største færgehavne.

## Kultur
I byen ligger Nordsømuseet med et af Europas største akvarier; det var i 2003 udsat for en ødelæggende brand, men er genopbygget. Der er også et historisk museum.
Hirtshals er hvert år vært for flere arrangementer, eksempelvis Naturmødet, samt Musik Under Trappen ligesom der afholdes en stor fiskefestival der strækker sig over flere dage.

### Lokalaviser, digitale og på papir
- Skipperposten (2013-2020), var en netbaseret lokalavis.[12]

## Berømte bysbørn
- Birgit Conradi, skuespiller
- Lene Espersen, politiker
- Anne Sofie Espersen, skuespiller
- Niels Hausgaard, entertainer
- Ib Grønbech, entertainer
- Simon Mathew, sanger
- Rebekka Mathew, sanger
- Morten Albæk, erhvervsleder
- Jeppe Foldager, Kok